# كتلة تصويتية
الكتلة التصويتية هي مجموعة من الناخبين يحركها دافع قوي عن طريق اهتمام محدد مشترك أو مجموعة من الاهتمامات إلى الحد الذي يتجه فيه هذا الاهتمام إلى الهيمنة على أنماط التصويت الخاصة بهم، مما يؤدي بهم إلى التصويت معًا في الانتخابات. على سبيل المثال يحدد موقع بيليفنت 12 كتلة دينية رئيسية في السياسة الأمريكية بما في ذلك على سبيل المثال كتلة «اليمين الديني» التي تتأثر اهتماماتها بالقضايا الدينية والاجتماعية الثقافية وكتلة «بروتستانت الخبز الأبيض» التي تميل إلى الاهتمام بشكل أكبر بالقضايا الاقتصادية، وكذلك الحزب المحافظ. ويؤدي ذلك إلى أن تقوم كل مجموعة من هذه المجموعات بالتصويت ككتلة واحدة في الانتخابات.
تعرف انقسامات الكتل التصويتية بأنها انشقاقات. ويمكن أن تكون الكتلة التصويتية منذ فترة طويلة وذات طابع مؤسسي، مثل تقديم الدعم للأعمال التجارية أو اتحاد نقابة العمال، أو يمكن أن تنشأ من البداية كنتيجة لبروزها في قضية عامة جديدة مثل حالة الحرب أو العودة المحتملة للتجنيد الإجباري. وتعتبر الجماعات الإثنية في بعض الأحيان كتلاً تصويتية، ولكن ليس من الحكمة أن نفترض ببساطة أن أغلبية مجموعات إثنية معينة سوف تصوت بطريقة واحدة محددة، كما يلعب أيضًا الوضع الاقتصادي والاعتقاد الديني دورًا مهمًا في عملية التصويت. وتنمو الكتل التصويتية وتضعف وفقًا لتطور القضايا والشخصيات. ويمكن أن تختفي هذه الكتل في كثير من الأحيان وتعاود الظهور مرة أخرى مع مرور الوقت ولا يكون لها بالضرورة دوافع تتعلق بـ قضية واحدة.